# Plexus veineux basilaire
Le plexus veineux basilaire (ou sinus basilaire ou sinus occipital transverse ou sinus occipital antérieur ou sinus sphénoïdal transverse) est un plexus composé de plusieurs canaux veineux entrelacés entre les couches de la dure-mère à le clivus de l'os occipital, et qui relie les deux sinus pétreux inférieurs.
Il communique avec le plexus veineux vertébral antérieur et s'anastomose avec les sinus caverneux.